# 滨海圣波勒
滨海圣波勒（法語：Saint-Pol-sur-Mer，法語發音：[sɛ̃ pɔl syʁ mɛʁ]）是法国北部省的一个旧市镇，属于敦刻尔克区。2010年12月9日，滨海圣波勒同马尔迪克堡并入市镇敦刻尔克。

## 地理
滨海圣波勒（51°1'53"N, 2°20'38"E）面积5.14 平方千米，位于法国上法蘭西大區北部省，该省份为法国最北部的省份及最长的省份，西北濒北海，西接加来海峡省，南至埃纳省和索姆省，东与比利时接壤。
滨海圣波勒的时区为UTC+01:00、UTC+02:00（夏令时）。

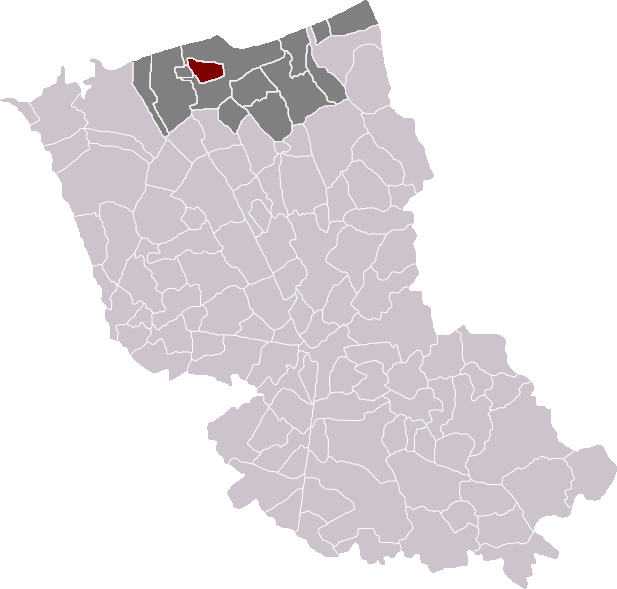
滨海圣波勒在敦刻尔克区的位置

## 行政
滨海圣波勒的邮政编码为59430，INSEE市镇编码为59540。

## 政治
滨海圣波勒所属的省级选区为敦刻尔克第一县。

## 人口

1962-2008年间滨海圣波勒人口变化图示

滨海圣波勒于2018年1月1日时的人口数量为20479人。